# Ignacy Karpowicz
Ignasi Karpowicz (Białystok, Polònia, 1976) és un escriptor, traductor polonès. La seva novel·la Balladyny i romanse , traduïda al castellà com Cuando los dioses bajaron a Varsovia y alrededores, va guanyar el premi Paszport Polityki l'any 2010.

## Biografia
Va créixer al poble de Słuczanka. Posteriorment els seus pares es van traslladar a Białystok, on va estudiar primària i secundària. Posteriorment es va apuntar a la Universitat de Varsòvia.
L'any 2006 l'editorial CZarne va publicar la seva primera novel·la Niehalo, per la qual va ser nominat per al premi Paszport Polityki. Un any després va publicar la novel·la Cud. El 2009 va quedar finalista del premi literari Nike amb la seva novel·la Gesty. Finalment, l'octubre del 2010 va guanyar el premi Polityka Passport per Balladyny i romanse. Dues de les seves posteriors novel·les han tornat a ser finalistes del premi Nike, el més famós premi literari a Polònia. Com a traductor, tradueix literatura de l'anglès, espanyol i l'Amhàric. Actualment viu a Varsòvia.

## Obres
- Niehalo (Czarne 2006)
- Cud (Czarne 2007)
- Nowy Kwiat Cesarza (Państwowy Instytut Wydawniczy 2007)
- Gesty (Wydawnictwo Literackie 2008)
- Balladyny i romanse (Wydawnictwo Literackie 2010)
- Ości (Wydawnictwo Literackie 2013)
- Sońka (Wydawnictwo Literackie 2014)